# Estany de Besiberri
El llac de Besiberri (en català estany de Besiberri) és un llac d'origen glacial situat a 1.985 msnm. m., en la comarca de l'Alta Ribagorça de la província de Lleida.
Té una superfície de 4 ha i està situat a la vall de Besiberri per la qual discorre el Barranc de Besiberri que desemboca en el riu Noguera Ribagorçana, la vall de Besiberri està coronada pels cims del Besiberri Nord (3.015 m), el Besiberri Mitjà (2.995 metres) i el Besiberri Sud (3.024 metres). En la mateixa vall es troba el Refugi Vivac de Besiberri (2.221 m).

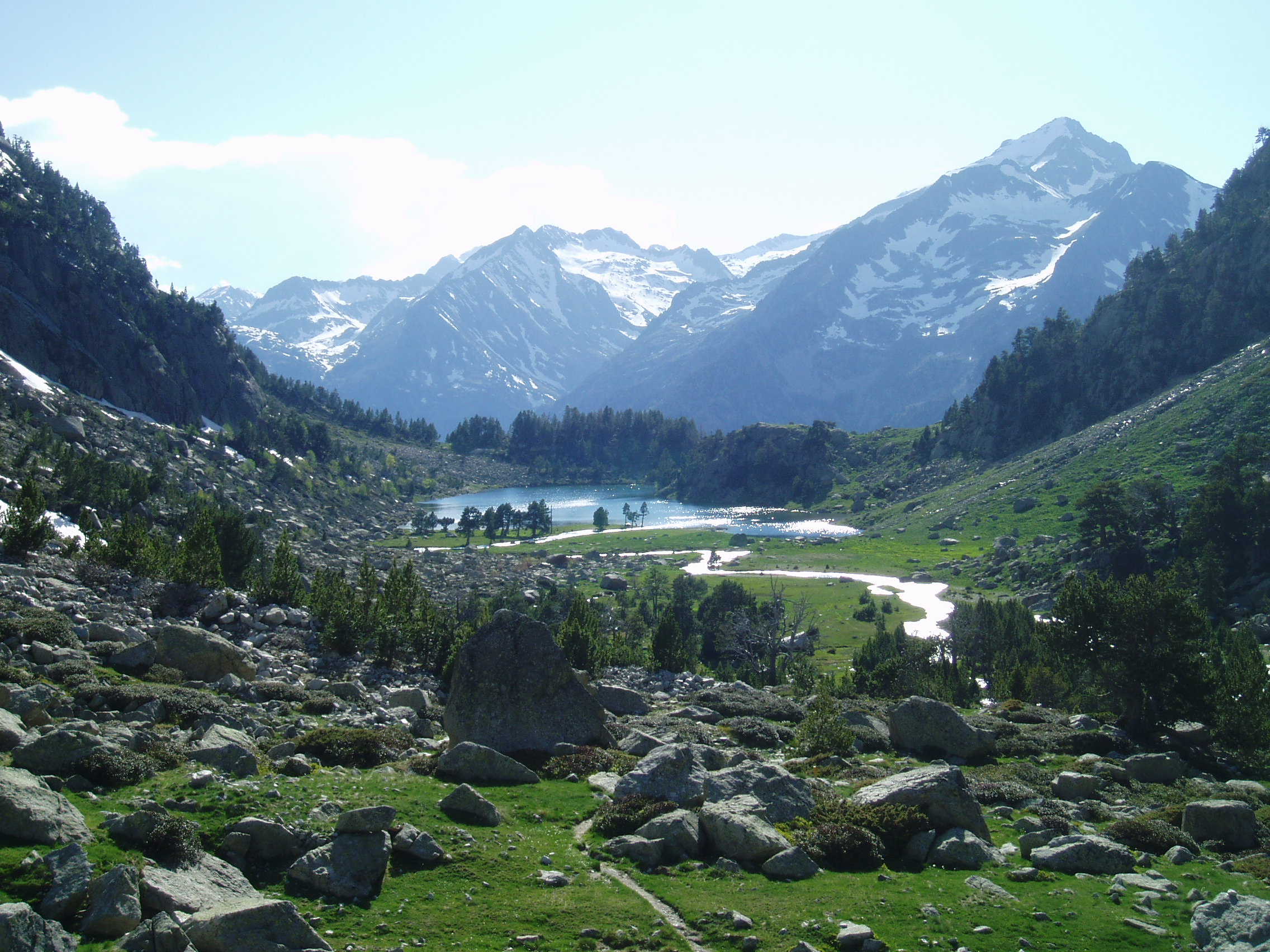
Vista del llac de Besiberri